# Трусовичи (Логойский район)
Трусовичи (бел. Тру́савічы) — деревня в Логойском районе Минской области Беларуси. В составе Янушковичского сельсовета.

## География
Пролегает дорога Н-8847.
Ближайшие населённые пункты Жабичи, Подворяне, Ловцевичи (Вилейский район) и др.

### Гидрография
Недалеко от деревни начинается река Конотопка (приток реки Рыбчанка).

## История
С 1904 года в Хотенчицской волости Вилейского уезда Виленской губернии.
До 14 апреля 1959 года деревня входила в состав Калачевского сельсовета.

## Население

### Численность
- 2009 год — 3 жителей

### Динамика
- 1999 год — 8 жителей (перепись населения)
- 2009 год — 3 жителей (перепись населения)[2]

## Улицы
- Центральная

## Инфраструктура
- Гостевой дом "Кветка Трусовичи"

## Достопримечательность

### Усадьба Чеховичей
- Фрагменты усадебно-паркового комплекса Чеховичей[4] —  Историко-культурная ценность Республики Беларусь, шифр 613Г000276.

До второй половины XIX века Трусевичи — один из девяти фольварков имения Арамовичей в Бесядах. В конце века унаследовал старший сын Сигизмунда Чеховича Мечислав, который построил усадьбу в простых эклектичных формах. В ее планировке выявляются мотивы родительской усадьбы в Бесядах, визуальные связи с окружающей средой.
Сохранилась оригинальная ледовня, построенная из бутового камня. Камнем уложен и сводчатый потолок.